# Iridictyon
Iridictyon is een geslacht van libellen (Odonata) uit de familie van de beekjuffers (Calopterygidae).

## Soorten
Iridictyon omvat 2 soorten:
- Iridictyon myersi Needham & Fisher, 1940
- Iridictyon trebbaui Rácenis, 1968